# 緑地地域
緑地地域（りょくちちいき）は、1946年（昭和21年）に成立した特別都市計画法（昭和21年9月10日法律第19号）第3条に規定されたもので、1954年（昭和29年）の同法廃止後も土地区画整理法施行法附則第2項によって効力を有すものとされ存続したが、戦後の都市化の圧力の中で徐々に縮小し、1968年（昭和43年）の新・都市計画法成立とその施行によって全廃された都市計画上の地域制度である。

## 概要
緑地地域は、戦前に提起されたグリーンベルトを原点とし、戦時中に防空対策として部分的に整備されていたものを、戦後に特別都市計画法に基づく都市施設として都市計画決定したものである。高度成長に伴う市街地の拡大に伴い徐々に蚕食され昭和40年代に全廃された。
19世紀、産業革命により都市に人口が集中し様々な都市問題がおこると、この解決策として田園都市が提起された。田園都市は人口3万人程度の自立した都市で周囲は農園に取り囲まれているものとした。大都市の問題そのものに対しては、1924年にオランダ・アムステルダムで国際都市計画会議が開催され、周囲にグリーンベルトを配置して大都市の拡大を抑制する「大都市圏計画の7原則」が提起された。世界の多くの都市で地域計画が策定される大きな分岐点となり、イギリスでは1927 年にロンドン地方計画委員会を設置しグリーンベルト計画を策定、1938年にはグリーンベルト法を制定した。
日本では、1932年（昭和7年）に東京緑地計画協議会が結成され、1939年（昭和14年）に東京緑地計画が作成され郊外部に環状緑地帯が計画された。1940年（昭和15年）には砧、神代、小金井、舎人、水元、篠崎が緑地として都市計画決定された。第二次世界大戦中に空襲に対する防空対策として防空空地が制度化され環状緑地が一定の法的根拠を持った。戦後になって、特別都市計画法の成立により、都市計画として環状緑地帯が位置付けられ環状緑地が継承された。緑地地域では強力な建築制限によって市街化を抑制することを狙いとしていたが、大都市郊外部での農業の減退、違法建築等による市街化が進行し、指定地域が漸減していき、1968年（昭和43年）に都市計画法（新法）成立に伴い昭和40年代に全廃された。

## 戦前における緑地
1924年（大正13年）オランダ・アムステルダムで国際都市計画会議が開催され、膨張の制限、衛星都市による人口分散、グリーンベルト等からなる「大都市圏計画の7原則」が提起される。国際都市計画会議は、現在のIFHP(International Federation for Housing and Planning)の前身とされている。
1932年（昭和7年）10月に東京緑地計画協議会が結成され、1939年（昭和14年）東京緑地計画が作成される。東京緑地計画では「緑地とはその本来の目的が空地にして宅地商工業用地及頻繁なる交通用地の如く建蔽せられざる永続的のものを謂ふ」とし、東京市の外周に環状緑地帯を計画した。
1940年（昭和15年）4月の旧・都市計画法改正により緑地が都市施設のひとつとして位置づけられ、東京緑地計画の環状緑地帯の拠点部分は都市計画緑地として都市計画決定され、都市計画事業として土地を買収し整備されることになる。1940年は皇紀2600年に相当し、東京府はその記念事業という名目で砧、神代（現・調布市）、小金井、舎人、水元、篠崎の6箇所に1箇所約100ha前後という広大な面積をもつ緑地を造成することとした。
1941年（昭和16年）9月の防空法改正に伴い空地の指定制度が創設され、東京では1943年（昭和18年）3月30日に、東京緑地計画の環状緑地帯を継承する形で防空法に基づく空地（空地帯：内環状・外環状・放射、各幅員200～300ｍ、防空空地：一箇所1000坪程度）が指定された。また、大阪市でも同日に防空空地が指定された。
防空法に基づく空地は1946年（昭和21年）1月の防空法廃止に伴い法的根拠を失うことになる（防空法に基づく空地については防空緑地を参照）。

## 戦後における緑地
1945年（昭和20年）12月30日「戦災地復興計画基本方針」が閣議決定され、その中で緑地については、
- イ．公園運動場、公園道路その他の緑地は都市、集落の性格および土地利用計画に応じ系統的に配置せらるること
- ロ．緑地の総面積は市街地面積の10%以上を目途として整備せらるること
- ハ．必要に応じ市街外周における農地、山林、原野、河川等空地の保存を図るため緑地帯を指定し、その他の緑地とあいまって市街地への楔入を図ること

と規定された。

### 緑地地域制度の創設
1946年（昭和21年）9月、戦争で災害を受けた市町村の区域で行う戦災復興都市計画を実施するために必要な事項を法制化した特別都市計画法（昭和21年9月11日法律第19号）が成立し、施行された。
同法第3条では「主務大臣は（中略）特別都市計画の施設として緑地地域を指定することができる。」とされ、また、指定にあたっては市町村の意見を聴取すること、指定地域内の建築物の制限は政令で定めることが規定された。
同年9月27日、戦災復興院は「緑地地域計画標準」を発し、緑地地域は市街地の外周部と内部に放射環状にとり「防空空地帯を指定された都市では、その指定区域を根拠として」指定するように指示している。
緑地地域の指定を行ったのは、水戸市・日立市・東京都区部・岐阜市・京都市・高知市・下関市・八幡市（現・北九州市八幡東区および八幡西区）・若松市（現・北九州市若松区）・久留米市・大牟田市の11都市であり（後に、特別都市建設法により、別府市・横浜市・神戸市・奈良市・芦屋市・松山市にも適用可能になった）、大阪市、名古屋市などは緑地地域への切り替えをしなかった。なお、白井によれば、緑地地域の指定をしたのは、当初の11都市のみであったとされる。

### 緑地地域における建築制限
特別都市計画法施行令（昭和21年9月10日）勅令第422号では、緑地地域において許容される建築を定めている。農林漁業用やその居住のための建築物、戸建住宅等であって建ぺい率10％以内のもの等については、地方長官の許可を受けることで建築ができることとされている。
| 第三条 法第三条第一項の規定により指定された緑地地域内においては、建築物は、左の各号の一に該当するものを除いては、これを新築又は増築することができない。 一 農業、林業、畜産業又は水産業を営む者の業務又は居住の用途に供するために建築するもの 二 公園、運動場の類の施設に附随して建築するもの 三 内閣総理大臣の指定する建築物でその建築面積が敷地面積の十分の一を超えないもの 四 地方長官が公益上已むを得ないと認めるもの 2 前項に定める建築物を新築又は増築しようとする者は、地方長官の許可を受けなければならない。但し、地方長官が別段の定をなした場合にはこの限りではない。 3 前2項の規定は、緑地地域指定の際建築工事中の建築物には、これを適用しない。 |

### 緑地地域の指定方針
緑地地域の指定方針は「緑地地域指定標準」（昭和21年9月27日 戦災復興院次長通牒）及び「戦災都市における土地利用計画の設定について」（昭和21年10月1 日 戦災復興院計画局長・建設局長通牒） によって、都市計画区域を「市街地区域」「緑地地域」 「保留地域」に区分する旨が示され、前者には、取敢えず人口20万以上の戦災都市及び特に都市の接続している地方において指定し、防空空地帯を指定した都市においては速やかに、また地域選定に当っては、 市街地の膨張抑制又は家屋の連担を防ぐために必要な土地、美田、良畑、山林等の特殊農林業用地、池沼及び河川の沿岸、海浜等にある水産業用地、 樹林地、 景勝地、その他の厚生適地等を包含するように考慮するものとされ、 また、配置についても、市街地の外周部及び内部に環状又は放射状にとるとともに公園緑地計画と一貫的に計画し、防空空地帯が指定された都市では防空空地帯を根幹として指定すべきこと、 さらに、地価の状況等から、地域指定の困難な場合には、公園緑地又は市街地建築物法の規定による空地地区の制度を以てこれに代えても差支えない等が示された。

### 緑地地域制度の意義
緑地地域は、指定方針からみても、市街地周辺の緑地帯の設定や緑地の保全を意図したものと考えられる。特別都市計画法施行令（昭和21年9月10日）勅令第422号で定められた緑地地域における建築制限の内容は「低密度ながら1戸建・2戸建の住宅を認めるという菜園住宅地区のような正確のもの」であり、「指定の仕方で見ても緑地帯の設定を意図したものは東京や福岡県下5都市など少数の都市だけ」であった。「『環状緑地』の設定と、これに法的根拠を与えることは、戦前・戦後を通じて都市計画家達の悲願というべきもので、戦後の都市計画法制の再検討の中でも重要テーマの一つ」であった。
特別都市計画法に基づく緑地地域制度は、対象を戦災都市に限定しつつ「一応環状緑地帯の制度を実現した」が、建築制限の内容により「実行段階で骨抜きになってしまった」ともいえる。一定の建築を許容したことに加え、後述するように、建ぺい率違反、無届建築等の違反建築行為が増加し、緑地地域が市街化していくことによって、環状緑地帯の役割である市街地の膨張の制限が機能しなくなっていった。

## 東京の緑地地域

### 緑地地域の指定
東京都市計画における緑地地域は、都市計画東京地方委員会で審議され、1947年（昭和22年）4月10日可決答申された。東京における戦災復興計画は、街路決定（1946年（昭和21年）3月2日（戦後初の都市計画東京地方委員会（第43回）））を手始めに、都市計画緑地、土地区画整理、地域指定、都市計画公園と審議され、その大枠は、1946年（昭和21年）8月16日（第47回委員会）までに決定されていた。しかし、緑地地域指定の件に関しては、その根拠法である特別都市計画法の公布（1946年（昭和21年）9月10日）を待たねばならず、しかも、その審議は特別委員会に付託され、現地調査を交え、計3回（1947年（昭和22年）1月31日、2月8日、2月12日）の委員会を経て、決定をみたのは1947年（昭和22年）4月10日であった。告示はさらに遅れて、自作農創設区域との調整が完了する翌1948年（昭和23年）7月26日であった。指定された緑地地域は、防空空地を継承しつつ、また、自作農創設区域を相当取り込んだものであった。

### 自作農創設区域との調整
戦前までの大地主制度を改め、自作農を中心とする民主的な農村社会の形成を促進するために、1946年（昭和21年）10月21日、自作農創設特別措置法が公布され、同年12月29日に施行された。自作農創設特別措置法と農地調整法改正法（同年11月22日施行）とに基づいて、不在地主の小作地全てと、在村地主の小作地のうち一定の保有限度を超える分は、国が強制買収し、実際の耕作をしている小作人に優先的に低価格で売り渡すこととなった。東京都区部においては郊外部に農地が残っており、自作農創設区域の対象であったが、戦前から土地区画整理を施行しながらもなお農地を残す地区もあり、その取り扱いが課題となった。自作農創設特別措置法第5条には、自作農創設区域に含まない土地として、土地区画整理を成功する土地や都市施設用地が規定されていたが、この規定にもかかわらず、また、東京以外にも日本各地で、特に土地区画整理地区において農地の買収除外運動が展開され自作農創設区域指定が難航した。東京では、1948年（昭和23年）6月21日に土地区画整理地区、1948年（昭和23年）9月13日に耕地整理地区における自作農創設区域の内示があり、1949年（昭和24年）4月2日に縦覧された。

### 緑地地域の追加指定（第1次変更）
東京における緑地地域と自作農創設区域との調整は難航し、1948年（昭和23年）7月26日の緑地地域告示後も調整作業が続き、1948年（昭和23年）3月31日の都市計画東京地方委員会には「東京特別都市計画緑地地域中変更及び追加指定の件」が付議されている。このとき決定された緑地地域の面積は57,274,550坪（18,934ha）、都区部面積の約33.8％とピークであった。東京における緑地地域は、その後、29次にわたって変更され、以降漸減していくことになる。

### 緑地地域の減少（第2次変更以降）
第2次変更は昭和25年（1950年）12月であり、建築基準法（昭和25年5月24日法律第201号）の成立に伴い、従前の市街地建築物法によって定められた用途地域及び空地地区の見直しに対応したものであった。これにより5,975haが指定解除、住居地域に変更され、緑地地域は12,959haと大幅に減少した。
第3次（1951年（昭和26年）4月）、第4次（1951年（昭和26年）12月）変更も建築基準法による制限と市街地状況の変化に対応したものであった。宅地化の進行した駅至近距離の区域及び土地区画整理事業実施区域が解除、住居地域に変更されている。第3次では626ha、第4次では48haが指定解除され、緑地地域は12,285haになっている。この時期には、1950年（昭和25年）6月25日に勃発した朝鮮戦争とその特需景気がおこり、民間の建設活動を刺激し、住宅需要の増大を招き、緑地地域はその供給先と目されるようになっていた。復興の動きも加速し、住宅金融公庫法（昭和25年5月6日法律第156号）、国土総合開発法（昭和25年5月26日法律第205号）、首都建設法（昭和25年6月28日法律第219号）、公営住宅法（昭和26年6月4日法律第193号）、土地収用法（昭和26年6月9日法律第219号）が成立した。
第5次（1955年（昭和30年）4月）では2,14haが指定解除され、緑地地域は9,871haまで減少し、1948年（昭和23年）のピーク時に対して半減することとなった。この時期には、緑地地域の根拠法である特別都市計画法（昭和21年9月10日法律第19号）が土地区画整理法（昭和29年5月20日法律第119号）の成立に伴い廃止されている。緑地地域に関する規定は土地区画整理法施行法附則第2項によって効力が存続するものとされたが、地域指定の意味は区画整理を促進するための手段になった考えられる。日本住宅公団法（昭和30年7月8日法律第53号）、首都圏整備法（昭和31年4月26日法律第83号）が成立し、東京圏をはじめとする大都市への人口流入が加速していく。1956年（昭和31年）7月に発表された経済白書には「もはや「戦後」ではない」と記され、それが流行語になっている。
農地法（昭和27年7月15日法律第229号）の成立を境に、自作農創設当初の厳しい農地転用規制もそれほど重視されなくなっており、また、緑地地域内における建ぺい率違反、無届建築等の違反建築行為が増加していた。この後、1969年（昭和44年）の第29次変更まで指定解除が続き、緑地地域の面積は漸減していくことになる。

### 緑地地域の廃止
東京における緑地地域は、1969年（昭和44年）5月8日の告示により廃止された。
都市計画法（昭和43年6月15日法律第100号）が成立し、東京区部では、1970年12月に新たな市街化区域と市街化調整区域の区域区分が指定され、河川区域を除き全域が市街化区域とされた。
緑地地域の指定解除に伴って、昭和40年から44年にかけて、当初8,995haにわたり「土地区画整理事業を施行すべき区域」が都市計画決定された。建ぺい率10％という緑地地域の市街化抑制措置の解除の代替措置として土地区画整理事業による市街地整備が前提とされたといえる。しかし、長期間を経て既に市街化が進行しており、土地区画整理事業の実施は難しく、今日も多くの未施行地域が存在する。